# ГЕС Huinco
ГЕС Huinco – гідроелектростанція в Перу. Знаходячись між ГЕС Huanza та ГЕС Callahuanca, входить до складу однієї з гілок гідровузла у сточищі річки Рімак (дренує західний схил Анд та впадає до Тихого океану у столиці країни Лімі). До появи ГЕС Мантаро була найпотужнішою електростанцією країни.
В межах проекту річку Santa Eulalia (права притока Рімак) перекрили земляною греблею Sheque висотою 39 метрів та довжиною 125 метрів, яка утримує регулююче водосховище з об’ємом 0,43 млн м3. При цьому накопичення основного ресурсу організували вище по сточищу у численних природних озерах, рівень яких підняли за допомогою гребель. Загальний корисний об'єм п’ятнадцяти таких резервуарів складає 77 млн м3, з яких 70% припадає на п’ять озер – Carpa (17,8 млн м3), Sacsa (16,2 млн м3), Quisha (8,7 млн м3), Piticuli (6,5 млн м3) та Huachua (5,1 млн м3).
Крім того, організували перекидання ресурсу з-за водорозділу Анд, із басейну Атлантичного океану. Вузловим пунктом створеної тут системи стало озеро Marcapomacocha, яке природним шляхом через струмок Casha дренується ліворуч до річки Corpacancha, котра в свою чергу є правою притокою Мантаро (черезу Еве і Тамбо відноситься до сточища Укаялі — правого витоку найбільшої річки світу Амазонки). З перетвореного на водосховище корисним об’ємом 14,8 млн м3 Marcapomacocha у південно-західному напрямку проклали трасу із каналу довжиною 11,9 км та тунелю довжиною 10,1 км. Останній завершується в долині річки  Pallca (права притока Santa Eulalia) перед озером Мілло та зазначеною вище ГЕС Huanza (остання, втім, з’явилась значно пізніше за дериваційну систему Трансандіно). До  Marcapomacocha за допомогою численних тунелів та каналів перекидають ресурс із цілого ряду озер правобережжя Мантаро – Antacoto (120 млн м3, перетворене на сховище у 1999 році), Huascacocha (48,6 млн м3), Marcacocha (10,7 млн м3), Sangrar (8,8 млн м3), Tucto (2,8 млн м3). Таким чином, загальний корисний об'єм водозбірної системи на східному схилі Анд становить 205,7 млн м3, що значно більше аніж показник сховищ у сточищі Santa Eulalia.
Від греблі Sheque через лівобережний гірський масив прокладено дериваційний тунель довжиною 13,1 км, який по завершенні переходить у напірний водовід до машинного залу станції Huinco. Останній споруджений у підземному виконанні та має розміри 108х31 метр при висоті 24 метри, при цьому доступ персоналу забезпечується через тунель довжиною 0,85 км.
Основне обладнання ГЕС становлять чотири турбіни типу Пелтон потужністю по 64,6 МВт (на сайті власника загальна потужність станції зазначена як 270 МВТ). При чистому напорі у 1245 метрів вони забезпечують виробництво 1158 млн кВт-год електроенергії на рік.
Відпрацьована вода по відвідному тунелю повертається у Santa Eulalia.
Видача продукції відбувається по ЛЕП, розрахованій на роботу під напругою 220 кВ.